# 孔多爾托克利亞納山
9°31′43.6″S 76°57′43.2″W / 9.528778°S 76.962000°W
孔多爾托克利亞納山（Kuntur Tuqllana），是秘魯的山峰，位於該國北部安卡什大區，由瓦里省的聖潘德羅德查納區負責管轄，屬於安地斯山脈的一部分，海拔高度4,400米。